# Teodozjusz VI (patriarcha Antiochii)
Teodozjusz VI, imię świeckie Tufik Aburdżajli (ur. 1887 w Bejrucie, zm. 19 września 1970 tamże) – prawosławny patriarcha Antiochii w latach 1958–1970.

## Życiorys
Absolwent seminarium duchownego w Balamand i szkoły teologicznej Patriarchatu Konstantynopolitańskiego na Chalki. W latach 1906–1915 stał na czele misji mezopotamskiej Patriarchatu Antiocheńskiego, jednak dopiero w 1915 złożył wieczyste śluby mnisze i przyjął święcenia diakońskie, po czym otrzymał godność archimandryty. W 1923 miała miejsce jego chirotonia na metropolitę Tyru i Sydonu. W 1948 przeniesiony na katedrę Trypolisu.
Jako najstarszy chirotonią biskup Patriarchatu Antiochii został wybrany na patriarchę Antiochii i całego Wschodu po śmierci Aleksandra III w 1958. Krótko po swojej elekcji złożył wizytę w Rosyjskim Kościele Prawosławnym. W okresie sprawowania przez niego urzędu uporządkowana została sytuacja wewnętrzna Kościoła. Teodozjusz VI pozostawał na urzędzie do śmierci w 1970.